# Koninginnedag 2006
Koninginnedag 2006 was een Koninginnedag die werd gevierd op zaterdag (29 april 2006) omdat dat jaar 30 april op een zondag viel. Koningin Beatrix en haar familie bezochten op deze dag Zeewolde en Almere in de provincie Flevoland. Een groot aantal leden van de koninklijke familie was naar Flevoland afgereisd. Alleen prinses Anita moest verstek laten gaan vanwege ziekte; dit bleek samen te hangen met haar op dat moment nog niet bekendgemaakte zwangerschap.